# Годочеље
Годочеље је насеље у општини Петњица у Црној Гори. Према попису из 2003. било је 229 становника (према попису из 1991. било је 284 становника).

## Демографија
У насељу Годочеље живи 172 пунолетна становника, а просечна старост становништва износи 37,3 година (37,9 код мушкараца и 36,8 код жена). У насељу има 61 домаћинство, а просечан број чланова по домаћинству је 3,75.
Ово насеље је великим делом насељено Бошњацима (према попису из 2003. године), а у последња три пописа, примећен је пад у броју становника.
|  |

| Демографија | Демографија | Демографија |
| Година      | Становника  | Становника  |
| ----------- | ----------- | ----------- |
|             |             |             |
|             |             |             |
|             |             |             |
|             |             |             |
| 1948.       | 273         |             |
| 1953.       | 292         |             |
| 1961.       | 335         |             |
| 1971.       | 354         |             |
| 1981.       | 354         |             |
| 1991.       | 284         | 259         |
| 2003.       | 343         | 229         |
|             |             |             |

| Етнички састав према попису из 2003.‍ | Етнички састав према попису из 2003.‍ | Етнички састав према попису из 2003.‍ | Етнички састав према попису из 2003.‍ | Етнички састав према попису из 2003.‍ |
| ------------------------------------ | ------------------------------------ | ------------------------------------ | ------------------------------------ | ------------------------------------ |
|                                      |                                      |                                      |                                      |                                      |
| Бошњаци                              | Бошњаци                              |                                      | 224                                  | 97,81%                               |
| Муслимани                            | Муслимани                            |                                      | 4                                    | 1,74%                                |
| Црногорци                            | Црногорци                            |                                      | 1                                    | 0,43%                                |
| непознато                            | непознато                            |                                      | 0                                    | 0,0%                                 |

| Година пописа     | 1948. | 1953. | 1961. | 1971. | 1981. | 1991. | 2003. |
| ----------------- | ----- | ----- | ----- | ----- | ----- | ----- | ----- |
| Број домаћинстава | 47    | 45    | 62    | 56    | 57    | 63    | 68    |

| Број чланова      | 1  | 2  | 3 | 4 | 5 | 6 | 7 | 8 | 9 | 10 и више | Просек |
| ----------------- | -- | -- | - | - | - | - | - | - | - | --------- | ------ |
| Број домаћинстава | 61 | 12 | 9 | 9 | 7 | 9 | 8 | 5 | 2 | 0         | 0      |

| Пол    | Укупно | Неожењен/Неудата | Ожењен/Удата | Удовац/Удовица | Разведен/Разведена | Непознато |
| ------ | ------ | ---------------- | ------------ | -------------- | ------------------ | --------- |
| Мушки  | 86     | 25               | 50           | 9              | 0                  | 2         |
| Женски | 96     | 26               | 49           | 17             | 1                  | 3         |
| УКУПНО | 182    | 51               | 99           | 26             | 1                  | 5         |

| Пол    | Укупно                    | Пољопривреда, лов и шумарство | Рибарство                            | Вађење руде и камена | Прерађивачка индустрија       |
| ------ | ------------------------- | ----------------------------- | ------------------------------------ | -------------------- | ----------------------------- |
| Мушки  | 31                        | 22                            | 0                                    | 0                    | 1                             |
| Женски | 9                         | 4                             | 0                                    | 0                    | 0                             |
| УКУПНО | 40                        | 26                            | 0                                    | 0                    | 1                             |
| Пол    | Производња и снабдевање   | Грађевинарство                | Трговина                             | Хотели и ресторани   | Саобраћај, складиштење и везе |
| Мушки  | 0                         | 0                             | 0                                    | 0                    | 0                             |
| Женски | 0                         | 0                             | 0                                    | 0                    | 0                             |
| УКУПНО | 0                         | 0                             | 0                                    | 0                    | 0                             |
| Пол    | Финансијско посредовање   | Некретнине                    | Државна управа и одбрана             | Образовање           | Здравствени и социјални рад   |
| Мушки  | 0                         | 0                             | 3                                    | 1                    | 1                             |
| Женски | 0                         | 0                             | 0                                    | 4                    | 1                             |
| УКУПНО | 0                         | 0                             | 3                                    | 5                    | 2                             |
| Пол    | Остале услужне активности | Приватна домаћинства          | Екстериторијалне организације и тела | Непознато            | Непознато                     |
| Мушки  | 1                         | 0                             | 0                                    | 2                    | 2                             |
| Женски | 0                         | 0                             | 0                                    | 0                    | 0                             |
| УКУПНО | 1                         | 0                             | 0                                    | 2                    | 2                             |